# Tomáš Máder
Tomáš Máder (ur. 18 kwietnia 1974 w Pradze) czeski kajakarz górski. Brązowy medalista olimpijski z Sydney.
Startował w slalomie w kanadyjce-dwójce (C-2). Zawody w 2000 były jego pierwszymi igrzyskami olimpijskimi. Partnerował mu Marek Jiras. W 2004 zajęli 7. miejsce. Wielokrotnie stawali na podium mistrzostw świata. Máder w dwójce był mistrzem globu w 1999 i brązowym medalistą w 2002. W drużynowej rywalizacji sięgał po złoto pięciokrotnie (1993, 1999, 2003, 2006, 2007), a w 1997 po srebro.